# Haimo
Haimo ist ein seltener männlicher Vorname.
Varianten sind: Haymo, Haimo, Heimo

## Namensträger

### Vorname
- Haimo George (1933–1985), deutscher Jurist und Politiker (CDU)
- Haimo Leopold Handl (1948–2019), österreichischer Verleger und Schriftsteller
- Haimo Hieronymus (* 1969), deutscher Künstler und Schriftsteller
- Haimo Kinzler (* 1960), deutscher Comic-Zeichner und -Autor
- Haimo Liebich (* 1945), deutscher Kultur- und Museumspädagoge
- Haimo Schack (* 1952), deutscher Rechtswissenschaftler und Richter am Oberlandesgericht a. D.

### Familienname
- Deborah Tepper Haimo (1921–2007), US-amerikanische Mathematikerin und Hochschullehrerin